# Red Hicks Defies the World
Red Hicks Defies the World è un cortometraggio muto del 1913 diretto da Dell Henderson con William Beaudine come aiuto regista. Prodotto dalla Biograph Company, il film aveva tra gli interpreti Charles Murray, Edward Dillon, Dorothy Gish.

## Produzione
Il film fu prodotto dalla Biograph Company.

## Distribuzione
Distribuito dalla General Film Company, il film - un cortometraggio di 150 metri - uscì nelle sale cinematografiche statunitensi il 9 giugno 1913. Nelle proiezioni, veniva programmato con il sistema dello split reel, accorpato in un'unica bobina con un altro cortometraggio prodotto dalla Biograph, la commedia Jenks Becomes a Desperate Character.